# Церковь Покрова Пресвятой Богородицы в Лёвшине
Церковь Покрова Пресвятой Богородицы, что в Лёвшине — утраченный православный храм, находившийся в Москве, в Большом Лёвшинском переулке, на месте нынешнего здания Кооперативного жилого дома архитекторов и строителей, объекта культурного наследия регионального значения. В обиходе упоминалась как Покровская церковь и Богородицкая церковь.
В документах церковь упоминается с 1673 года, она была устроена и её посещали стрельцы, относящиеся к полку Афанасия Ивановича Лёвшина. Каменная церковь с колокольней построена в 1712 году, трапезная — в 1748 г. Ещё позже в ней появились приделы преподобного Сергия Радонежского и святого Димитрия Ростовского, первый известен с 1722 года, а второй был устроен в 1758 году, через год после прославления его в лике святых Православной Российской Церковью. Внутри в главном иконостасе оставались образа работы царских иконописцев времени построения каменного храма.
В 1930 году церковь была закрыта и впоследствии разрушена. На её месте в 1935 году появился Кооперативный жилой дом архитекторов и строителей, к которому позднее были добавлены корпуса.

## Историческая справка
Первое упоминание о храме относится к 1673 году: «181/1673 года сентября в (1) день, по указу патриарха Питирима (церковь) обложена вновь данью. 195/1687 года сентября 29 за антиминс атласный, в цену церкви Покрова Пресвятой Богородицы, что за Пречистенскими воротами, в стрелецкой слободе, попу Сергию взято 20 алтын. 205/1697 года декабря 8 выдан антиминс в новопостроенную церковь Покрова Пресвятой Богородицы, что за Пречистенскими воротами, в стрелецкой слободе, взял поп Василий Григорьев». И только в 1734 году Покровская церковь именуется «что в Лёвшине»
Местность, на которой стояла Покровская церковь, постепенно стала именоваться Лёвшино, по фамилии полковника Афанасия Ивановича Лёвшина, командовавшего стрельцами и построившего Покровскую церковь.
Афанасий Иванович Лёвшин (из немецкой земли от Суволы Левши уп.1365)р.1620 г., служил в стольниках, был головою московских стрельцов. Не раз посылался в Устюг и Холмогоры против разбойников и Стеньки Разина. Воевал Смоленск и другие города, захваченные поляками и литовцами. На своё иждивение собрал тысячный полк, выстроил стрелецкую слободу, приказ, и церковь Покрова за Пречистенскими воротами. Служил под Чигириным, в Белгороде и Воронеже. Известен как составитель переписных книг города Белёва (1678). Воевал против турок. Скончался 1 мая 1687 года. Тело его перевезено в с. Темерянь и предано земле в церкви им основанной, но недостроенной (а достраивать московскую каменную Покровскую церковь пришлось другому Лёвшину). В дополнение к сказанному привожу запись: «30 августа 1674 года в субботу день был пасмурен и шёл дождь и был ветер велик. А на государеве дворе на карауле стоял голова Афанасий Лёвшин с приказом». 
Ранее эта территория Земляного города именовалась Могильцы по древнему храму Успения Пресвятой Богородицы, что в Могильцах. Издревле здесь (в районе нынешних Большого Власьевского, Пречистенского, Мёртвого и Могильцевских переулков) располагался большой погост. И изначально Покровская церковь, так же, как и Успенская, были привязаны к топониму «Могильцы» или «Могильницы».
Широкая трапезная была пристроена к церкви в 1748 году. С 1722 года известен придел преподобного Сергия Радонежского и, позднее, в 1758 году — придел святителя Димитрия Ростовского, который располагался в трапезной части храма. С запада стояла колокольня, на массивном четверике которой возвышался восьмиугольный ярус звона. На церковной земле в XVIII веке располагалось здание богадельни.
В церкви Покрова Богородицы в Лёвшине в XVIII веке находились дворы: Ильи Богдановича сына Лёвшина, вдовы Агафьи Алексеевны дочери Лёвшиной, Алексея Денисовича сына Лёвшина, Степана Алексеевича Бестужева-Рюмина, фельдмаршала П. Б. Шереметева, поэта В. В. Капниста, дворы Судного приказа и Московской Большой Таможни и Лёвшинские бани. В переписи упомянута церковная кладбищенская земля.
В приходе Покровской церкви в 1716—1723 годах жили московские иконописцы: Савватий Иванов и Борис Павлов, они имели дворы в приходе церкви Покрова Богородицы, «что на Могильцах» под No 703 и 619.

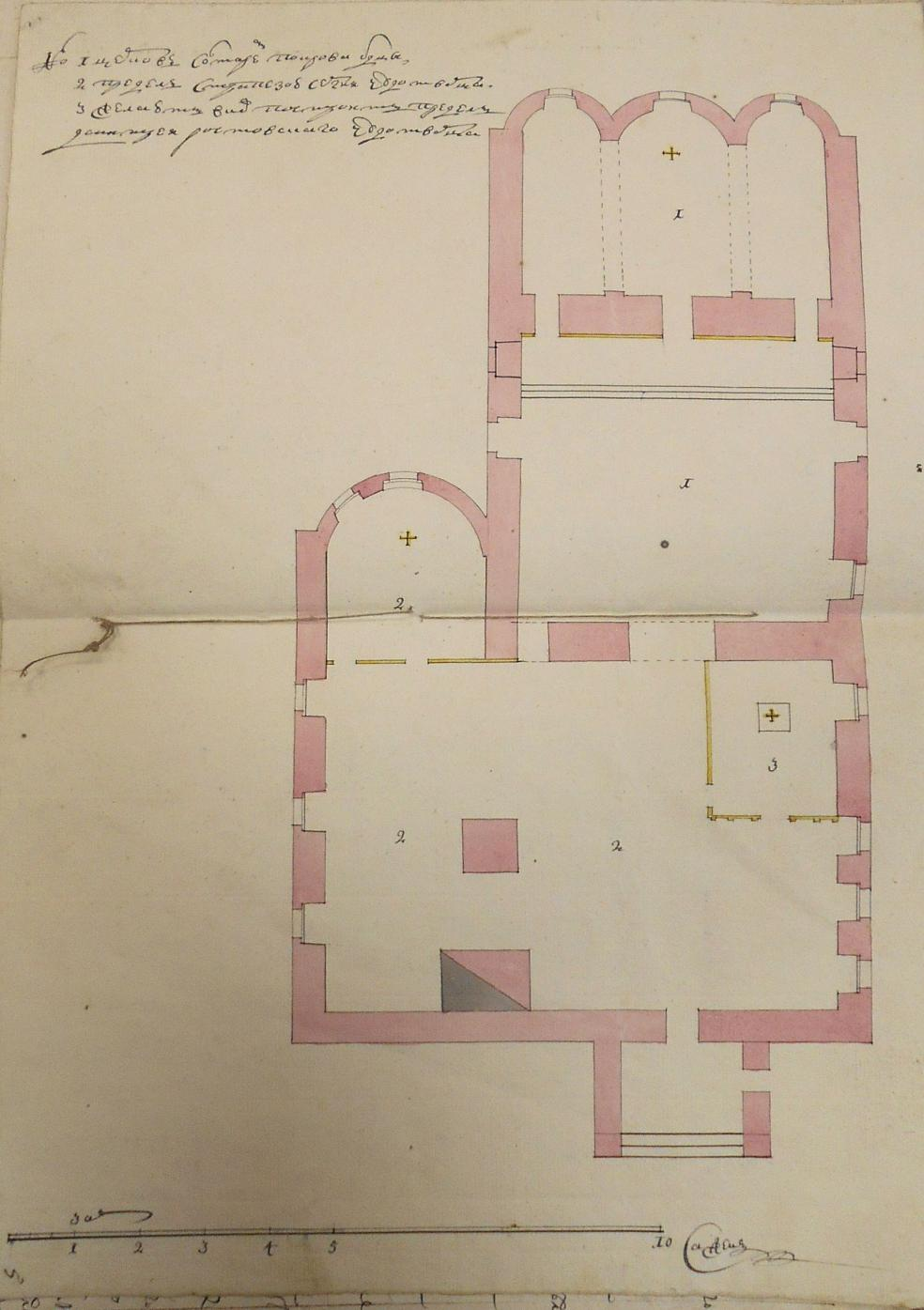
План церкви Покрова в Лёвшино. 1758 год. На плане надпись: 1. Церковь с алтарём Покрова Богородицы, 2. Придел с трапезною Сергия Чудотворца, 3. Желаемый вид по проекту придела Димитрия Ростовского Чудотворца.

В XIX веке в приходе церкви находился двор княгини Кропоткиной, в доме которой жил герой 1812 года, родной брат Дениса Давыдова Евграф Васильевич Давыдов. Дворы Сабуровых, Сухотиных, Львовых, Воейковых, Давыдовых и героя 1812 года генерал-майора барона Корфа Фёдора Карловича. Протоиерей Михаил Васильевич Соловьёв (ꝉ1861), отец историка С. М. Соловьёва, дед философа В. С. Соловьёва, последний год своей жизни служил в Покровском храме. Известный государственный деятель, министр внутренних дел граф Пётр Александрович Валуев (1815—1890) дебютировал в литературе с повестью «У Покрова в Лёвшине», где вокруг Покровского храма развиваются события истории, которая кончается венчанием в том же Покровском храме.
Вот как описал внешний вид церкви С. М. Голицын: «… ходили всей семьёй в церковь Покрова, что в Лёвшине… мы предпочли более дальнюю, белую с большим синим куполом церковь XVIII века Покрова в Лёвшине, на углу Большого и Малого Лёвшинских переулков».
В конце XIX века, напротив церкви, в доме No6 по Б. Лёвшинскому переулку (усадьба XVIII века Анны Николаевны Загоскиной) жил Николай Васильевич Давыдов (1848—1920). Там были по пятницам литературно — театральные вечера, где часто бывали В. О. Ключевский, актёр А. Л. Ленский, философ Л. М. Лопатин, актриса Г. Н. Федотова, актёр А. П. Южин, профессор — медик А. Б. Фохт, М. А. Садовская, А. А. Яблочкова, профессор А. А. Мануйлов.
После революции 1917 года при церкви было создано благотворительное общество «Братство», помогавшее нуждающимся, большую часть которых составляли инвалиды Первой мировой войны. В 1924 году поблизости от церкви поселились Михаил Булгаков с Любовью Белозерской, здесь венчалась младшая сестра писателя, Елена.
В храме служил с 1914 по 1929 год протоиерей Стефан Волконович, пострадавший за веру в 1936-м. Ктитором храма в те же годы был отец священномученика Василия Надеждина (ꝉ1930) Фёдор Алексеевич Надеждин (ꝉ1935).
В 1929 году церковь закрыли, а 7 февраля 1930 года выдано разрешение на снос. ВЦИК РСФСР 15 марта того же года его подтвердил. Пятиэтажный дом, выстроенный на месте церкви по проекту М. Б. Шнейдера и А. Я. Лангмана, датируется серединой 1930-х годов.
Сохранились сведения о плащанице XV века, хранившейся в ризнице Покровской церкви. По кайме, вышитой вокруг плащаницы, написано на древнем церковно-грузинском языке: «Христе Боже Распятия, Гроба и Воскресния Твоею Благодатию помилуй и спаси от всякого лукавого душу благословенного патрона царя Баграта и супругу его царицу Елену и детей их. Аминь».

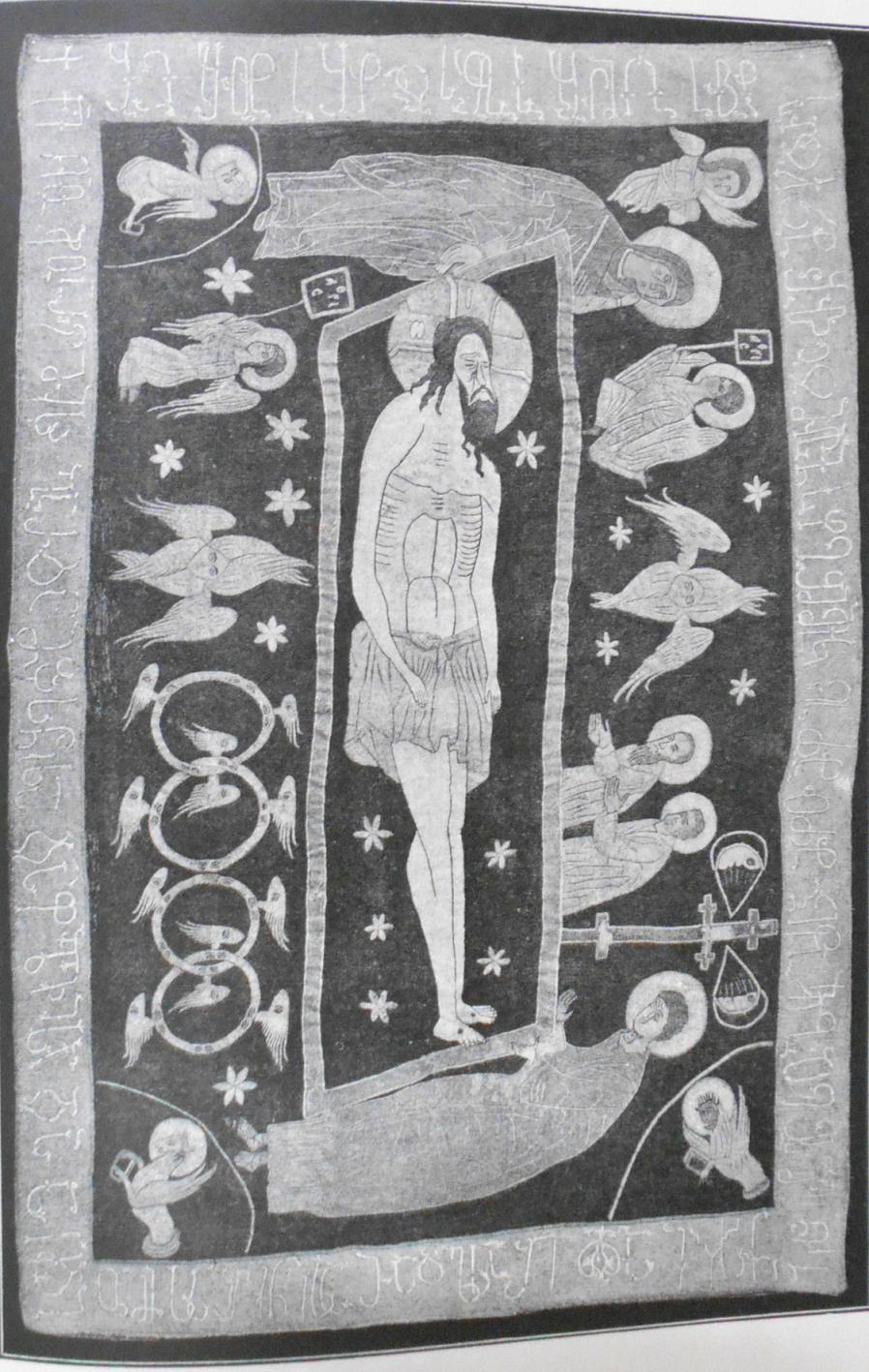
Плащаница, хранившаяся в ризнице Покровской церкви, XV век

В Грузинской истории известен имеритинский царь Бограт III († 1508), супруга которого была Елена, дочь Рачинского Эристава. Вот мнение действительного члена Императорского Московского Археологического общества Сизова: «по характеру изображений, греческим надписям и деталям орнаментировки, плащаница относится к XV веку». Но, как эта древность попала в Покровский храм, археологам так узнать и не удалось. В 1900-х плащаница была передана в Исторический музей. Однако нельзя исключить и того факта, что Афанасий Иванович Лёвшин воевавший в своё время на поляков, ходил в поход с грузинским царевичем. В этом факте, весьма возможно, и кроется ответ на вопрос откуда в простом московском храме была такая древность.
В этом храме русский духовидец XX в. Даниил Андреев получил одно из своих путеводительных откровений:

Второе событие этого порядка я пережил весной 1928 г. в церкви Покрова в Лёвшине, впервые оставшись после Пасхальной заутрени на раннюю обедню: эта служба, начинающаяся около двух часов ночи, знаменуется, как известно, чтением — единственный раз в году — первой главы Евангелия от Иоанна: «В начале бе Слово». Евангелие возглашается всеми участвующими в службе священниками и дьяконами с разных концов церкви, поочередно, стих за стихом, на разных языках, живых и мертвых. Эта ранняя обедня — одна из вершин православного — и вообще христианского — и вообще мирового богослужения. Если предшествующую ей заутреню можно сравнить с восходом солнца, то эта обедня — настоящий духовный полдень, полнота света и всемирной радости. Внутреннее событие, о котором я говорю, было и по содержанию своему, и по тону совсем иным, чем первое: гораздо более широкое, связанное как бы с панорамой всего человечества и с переживанием всемирной истории как единого мистического потока, оно сквозь торжественные движения и звуки совершавшейся передо мной службы дало мне ощутить тот небесный мир, в котором вся наша планета предстает великим Храмом, где непрерывно совершается в невообразимом великолепии вечное богослужение просветленного человечества
— Даниил Андреев